# Montilla-moriles
 (décembre 2021).
Le montilla-moriles est un vin blanc espagnol produit dans le vignoble d'Andalousie. Il bénéficie d'une dénomination d'origine (DO).

## Historique

### Néolithique et Antiquité
Les premières poteries trouvées à Cordoue datent du Néolithique. Servaient-elles déjà de récipient vinaire ? La présence de vigne cultivée à la même époque n'est pas connue, cependant, des traces très anciennes existent, comme des pressoirs ou des amphores de commerce entre les Phéniciens et la civilisation de Tartessos.
Lorsque Cordoue devient capitale de la Bétique, un florissant marché se développe et la plantation de la vigne s'accentue sur les coteaux du Guadalquivir pour alimenter la population citadine, mais aussi à des fins d'exportation dans tout le monde romain. La culture de l'olivier suit la même frénésie et la Bétique devient même première province pour la production de vin et d'huile.
Sénèque, natif de Cordoue, consommait régulièrement du vin de ses vignes plantées du côté de Montilla. La circulation des vins est aisée à reconstituer, les amphores portent des inscriptions comme l'origine du vin, son producteur, sa destination et le contenu. Les vestiges romaisn trouvés à Cordoue montrent nombre de décorations où la vigne est représentée.

### Moyen Âge

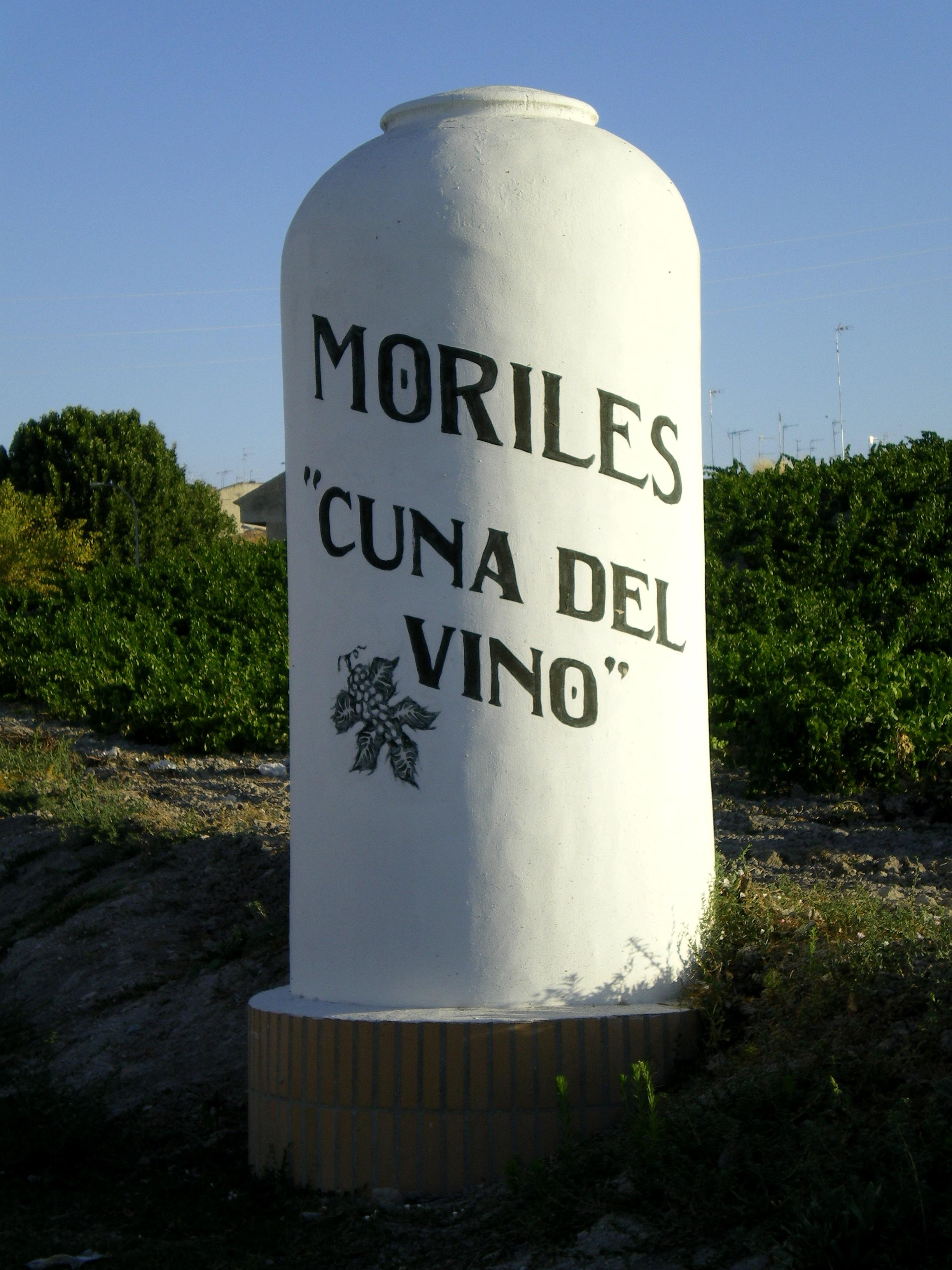
Publicité vinaire sur une cuve à vin peinte

Durant la domination arabe, la place du vin continue à être à l'honneur des tables et la proximité des vignobles de Montilla et de Moriles avec la capitale Cordoue, favorise le commerce. Les tables des poètes ne manquent pas de vin, au regard des nombreux vers qui lui sont consacrés. Umar ben Umar, chef cordouan, publie des règles de modération afin que la loi islamique contre le vin haram ne soit pas appliquée.
Lors de la Reconquista, Cordoue est prise en 1236, Montilla en août de l'année suivante et toutes les petites localités constituant l'appellation actuelle en 1240-1241. Le vignoble est alors très étendu et le vin ne manque pas sur les tables, ni bien évidemment lors de la messe. Le vin est un  sujet de poèmes comme au temps d'Al-Andalous et les restes archéologiques de cette époque issus du travail de la vigne et du vin foisonnent.

### Époque moderne
Aux XVIIe et XVIIIe siècles, les vins de la région de Cordoue sont renommés, mais la couleur de ces vins n'est pas connue. La cour du roi Philippe IV est approvisionnée en vin de Lucena, apprécié du roi.

## Situation

### Aire géographique
La zone de culture dévolue au vin de montilla-moriles est délimitée au nord par la vallée du Guadalquivir, au sud par la sierra Nevada, à l'est par le cours d'eau Guadajoz et à l'ouest par le Genil. Elle est constituée de 18 municipios. (échelon administration espagnol équivalent aux communes françaises)
Les communes de Doña Mencía, Montalbán de Córdoba, Montilla, Monturque, Moriles, Nueva Carteya et Puente Genil sont comprises en totalité. Les communes de Aguilar de la Frontera, Baena, Cabra, Castro del Río, Espejo, Fernán-Núñez, La Rambla, Lucena, Montemayor et Santaella ne sont incluses que pour partie.

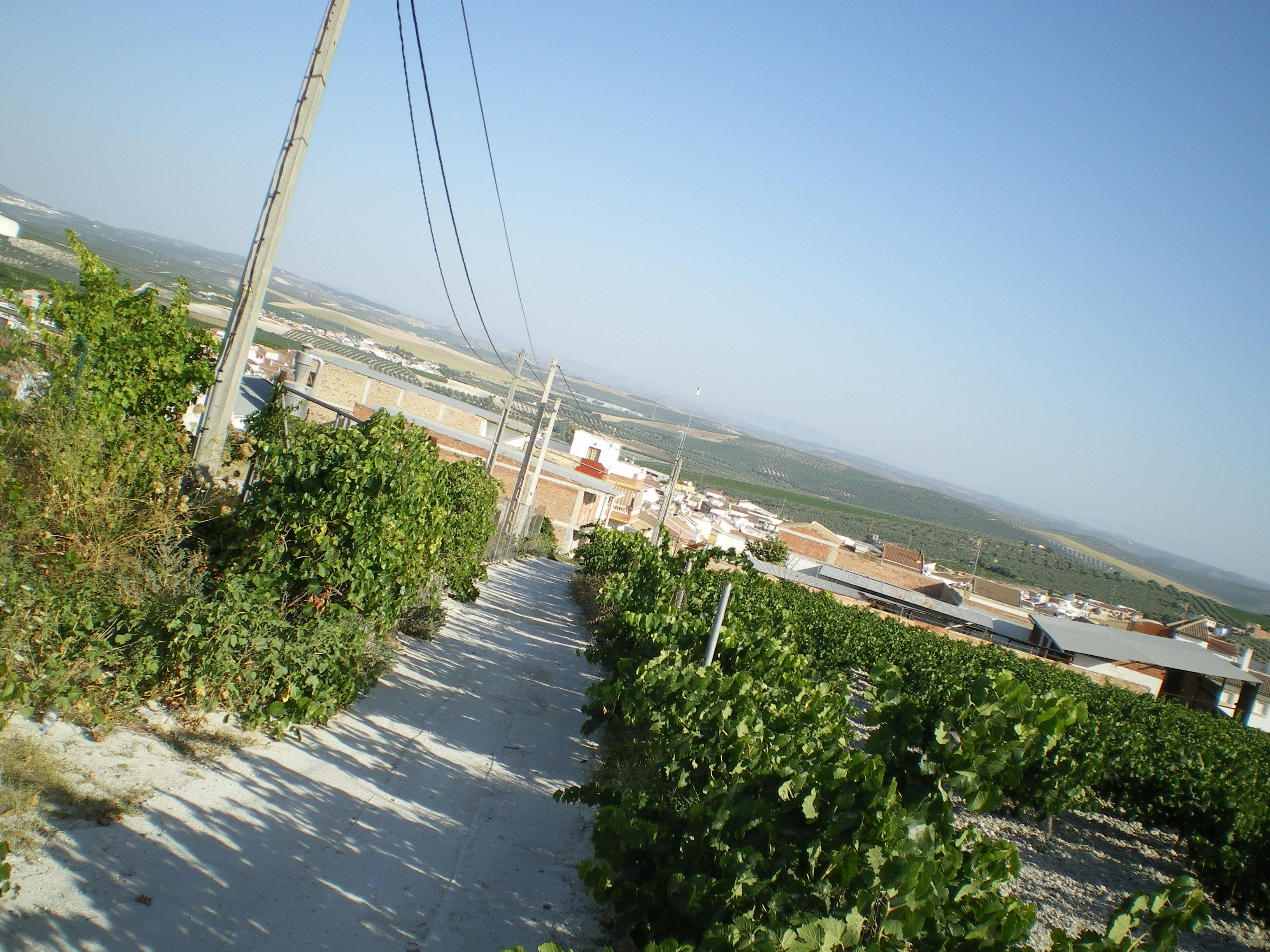
Blancheur du chemin d'albarizas

### Géologie
Le sol sur lequel pousse la vigne est constitué de craie poudreuse appelée albarizas en espagnol. Ce sol contient essentiellement de la silice et du calcaire. Peu fertile, il présente un sous-sol apte au stockage de l'eau, grand avantage dans une région où il pleut hors de la période végétative et où la vigne ne vit presque que sur les réserves du sous-sol. 

Dans les communes de Montemayor et puente Genil, la proportion de sables siliceux est supérieure. C'est un terrain qui convient mieux au cépage pedro ximenez. La réflexion de la lumière sur ce sable clair accentue la chaleur au niveau des raisins. Le taux de sucre peut alors atteindre près de 240 grammes par litre. Ce raisin donne alors un vin blanc doux.

### Orographie
Le vignoble est préférentiellement établi en zone collinaire pour bénéficier d'un drainage naturel contre l'excès d'eau. En effet, la violence de certains orages pourrait provoquer une humidité trop importante néfaste à la vigne. Vignoble de faible altitude, il est préférentiellement établi en versant orienté au sud, afin d'optimiser la maturation du raisin.

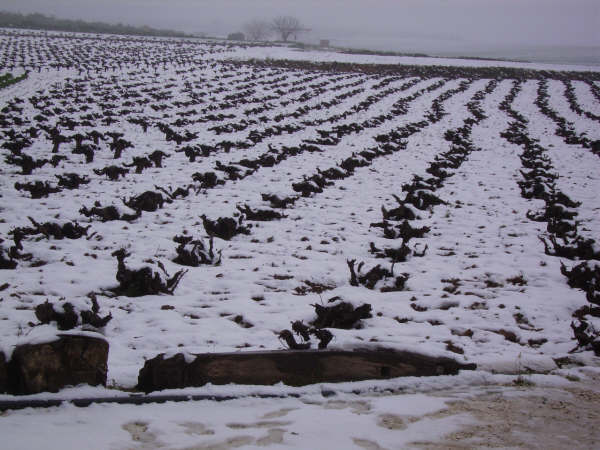
Vigne enneigée à La Rambla dans le vignoble de montilla-moriles. (19-I-2006)
La taille effectuée est en gobelet à ras du sol.

### Météorologie

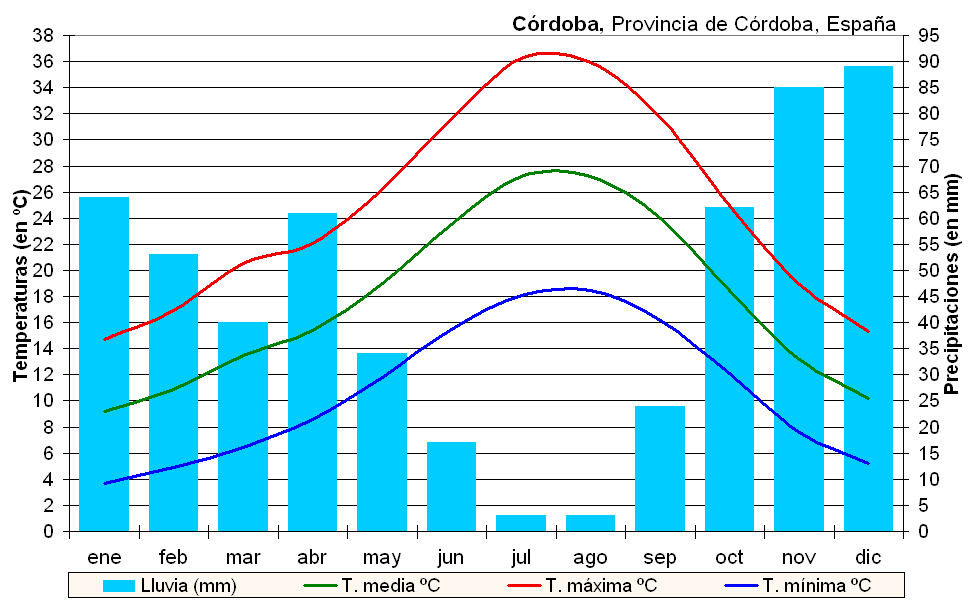
Diagramme des températures et précipitations moyennes à Cordoue.

Le climat qui préside à la naissance et à l'élevage du montilla-moriles est de type franchement méditerranéen : chaud et sec en été, doux et assez régulièrement arrosé l'hiver, les saisons de transition sont courtes. Il est influencé par son éloignement de la mer qui donne une tendance continentale : l'hiver est moins doux (épisodes parfois neigeux) et les étés sont torrides.
Sur le diagramme, les climatologues considèrent que lorsque la partie où la courbe des températures passe au-dessus de celle des précipitations, il s'agit d'une situation de sécheresse. A Cordoue, elle est annuelle et s'étale de mai à septembre.
Les cinq mois de sècheresse se situent tous sur les mois d'activité végétative de la vigne. Le vignoble ne vit guère que sur les réserves en eau du sol et la capacité des cépages locaux à extraire cette eau. Les chais de vinification sont équipés de moyens de refroidissement de la vendange et du vin pour permettre une fermentation à l'abri des coups de chaleur.

## Vignoble

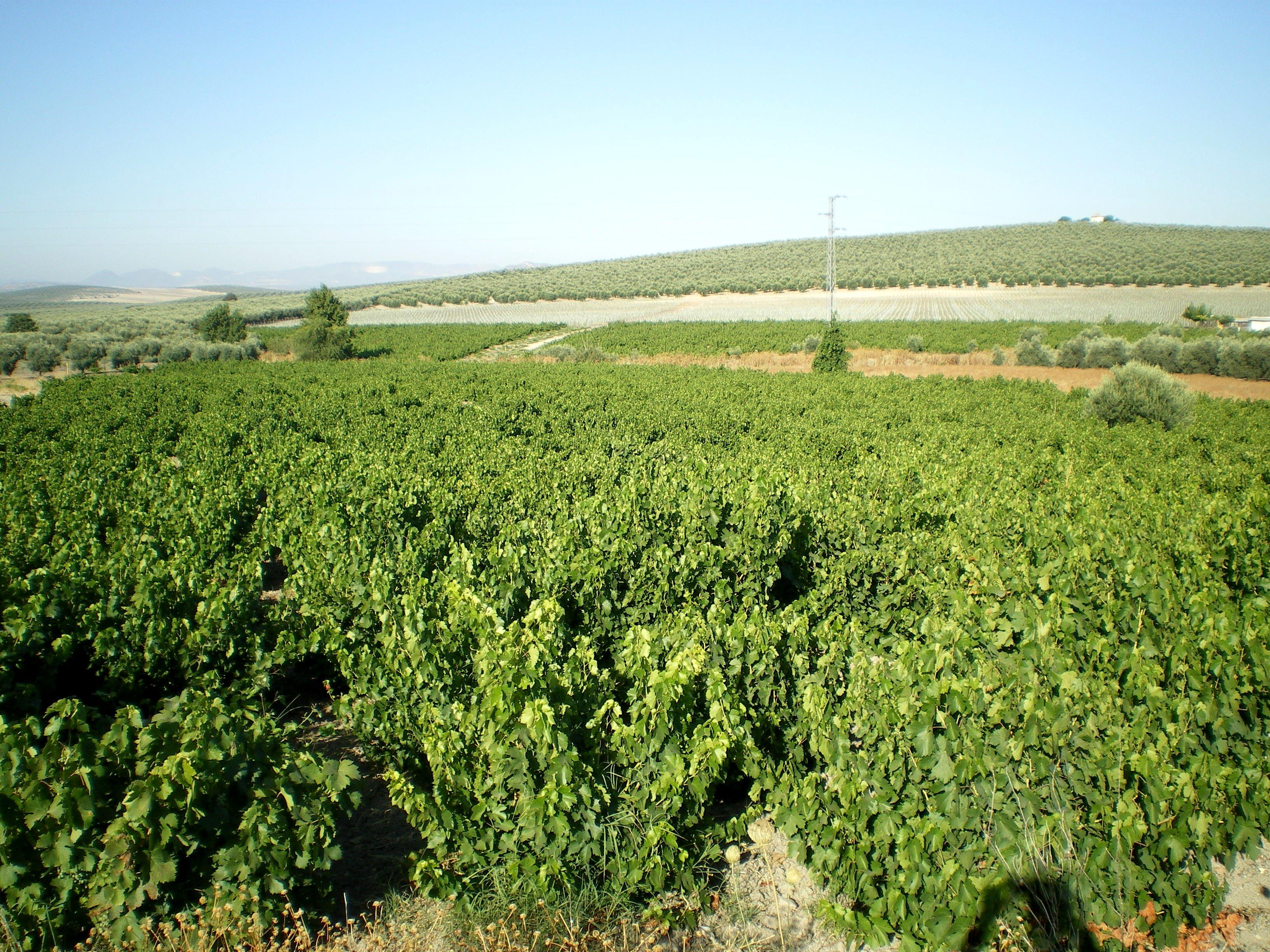
Vigne de pedro ximenes à Moriles conduite en gobelet sans palissage.

### Encépagement
Le vignoble de montilla-moriles possède les cépages suivants :
- pedro ximenez : il accumule une grande quantité de sucre dans les baies lors de la maturation. C'est lui qui donne les vins les plus doux ;
- airen, montepila ou verdejo, donnent des vins relativement neutres, destinés à diluer la richesse du pedro ximenez pour certains vins secs ;
- muscat blanc à petits grains : il est utilisé pour ses arômes caractéristiques ;

### Méthodes culturales
La vigne est plantée à faible densité : les ceps ont besoin d'un espace vital suffisant pour puiser l'eau dont ils ont besoin.

Le mode de taille peut-être 
- le gobelet : il se présente sans tronc, à ras du sol. La taille très courte est nécessaire pour des cépages vigoureux et fertiles. Il économise le prix du palissage et ne présente pas de problème particulier, si ce n'est celui de rendre indispensable la vendange manuelle.
- le palissage : la nécessité de pouvoir utiliser la machine à vendanger conduit certains producteurs à monter les ceps de vigne et à palisser le feuillage sur fil de fer. Ce mode de conduite permet également d'optimiser l'efficacité des traitements phytosanitaires.

Outre la taille, le viticulteur pratique l'épamprage, l'effeuillage et si nécessaire, la vendange en vert. Ces opérations manuelles coûteuses en main d'œuvre, tendent à être mécanisée dès que des outils performants le permettent.

### Récolte
La récolte débute à partir d'une décision du conseil de régulation de la dénomination d'origine. (équivalent du ban des vendanges en France) Cette décision intervient après des tests de maturité sur le raisin. (taux de sucre et acidité du moût) Pour être apte à la récolte, le raisin doit titrer au moins 14,5 % de volume ou avoir 244 grammes de sucre par litre de moût.
Elle peut être manuelle ou mécanisée si la vigne est palissée. Dans ce cas, la vendange peut se pratiquer la nuit ou tôt le matin, pour profiter de rentrer de la vendange à plus faible température. 
Les vendanges débutent généralement au mois d'août par le cépage pedro ximenez. Il s'agit de la vendange la plus précoce d'Espagne et parfois d'Europe. Les autres cépages suivent dès leur arrivée à maturité, selon leur exposition.
La durée de transport entre la récolte et l'arrivée au chai de vinification doit être la plus courte possible.

## Vin

### Vinification
Dès la réception de la vendange, le raisin est trié. Les terroirs les plus prestigieux sont vinifiés à part et les chargements de raisin malades (pourriture grise par exemple) sont déclassés et vinifiés séparément. Leur vin est généralement destiné à la distillation.
De gros efforts en investissement ont été récemment consentis dans les chais afin d'améliorer la qualité des moûts. (pressoirs pneumatiques par exemple)
La fermentation alcoolique se produit en cuves d'acier inoxydable thermorégulées. La température de fermentation est pilotée entre 23 et 28 °C. C'est dans cette fourchette de température que les levures indigènes de montilla-moriles travaillent le mieux. Ces levures sont des Saccharomyces ellipsoideus et Saccharomyces mangini ; elles sont aussi particulièrement adaptées à finir la fermentation avec un titre alcoométrique élevé.
La fermentation achevée, le vin est soutiré pour le séparer des lies. Les vins issus des meilleurs terroirs et des premières pressées sont destinés à devenir des finos, les vins les plus prestigieux. Les autres sont destinés à devenir des olorosos, rayas ou autre, élevés différemment.
Selon les années, il arrive que le titre alcoométrique n'atteigne pas celui requis pour un élevage de qualité. Dans ce cas, l'ajout d'alcool issu de distillation locale (vins de catégorie inférieure) permet une augmentation du degré. Le vin fino de montilla-moriles est le seul vin qui ne soit jamais enrichi en alcool ; son degré est toujours naturel.

### Élevage
Le vin destiné à être élevé, passe dans le chai d'élevage. Selon le type de vin, il peut subir un élevage différent.

Le fino, le vin le plus délicat et non enrichi, est élevé sous un voile de levure, la flor (fleur en espagnol) qui se forme à la surface du vin dans les barriques en vidange. Sous cette relative protection, le vin s'affine lentement par oxydation ménagée. Les phénomènes d'évolution sont en partie biologiques par l'action levurienne.

L'amontillado et l'oloroso, des vins dont le degré alcoolique a été augmenté par ajout d'acool, sont élevés plus simplement en barrique en vidange (non pleine) sous l'action d'une oxydation plus violente. (phénomène exclusivement physico-chimique) Leur teneur en alcool ne permet pas aux levures de la flor de se développer.

Ces types d'élevage sont couplés avec l'usage de la solera : le vin jeune est assemblé avec du vin vieux dans les barriques au sommet de la pyramide. À chaque départ de vin, le vin est pris dans les barriques les plus basses, le niveau étant complété par celui des barriques immédiatement au-dessus. Cette méthode permet d'homogénéiser le goût des vins en gommant l'effet millésime.

## Vin et gastronomie

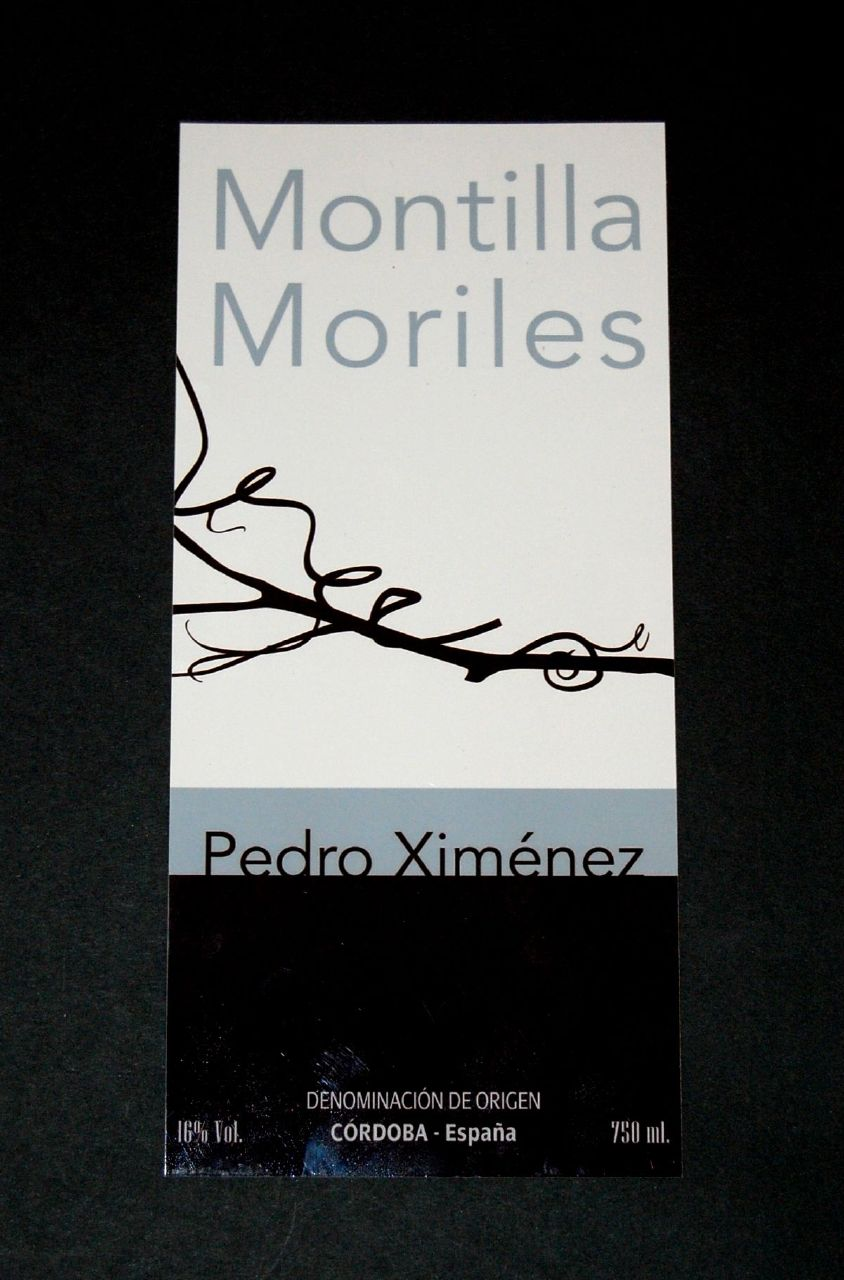
Étiquette de montilla-moriles.

### Dégustation
Le vin jeune (vino joven) est un vin qui n'a pas été élevé. Il a juste subi les opérations de clarification et de préparation à l'embouteillage. Il se présente sous la forme d'un vin très pâle, presque transparent, fruité et sec. Il tire généralement entre 10 et 13,5 % vol.

### Accord mets-vins
L'accord parfait pour un fino de montilla-moriles est l'accord régional avec des tapas.

## Folklore autour du vin
Tous les ans, la découverte du nouveau millésime donne lieu à des dégustations de vino joven. (équivalent du vin bourru français) Ce vin aux senteurs de pain frais, de levure et de fruits, est attendu par de nombreux afficionados.